# César Ramón Ortega Herrera
César Ramón Ortega Herrera (ur. 16 lipca 1938 w Salom, zm. 8 kwietnia 2021) – wenezuelski duchowny rzymskokatolicki, w latach 1998-2014 biskup Barcelony.

## Życiorys
Święcenia kapłańskie przyjął 30 czerwca 1963. 25 sierpnia 1983 został mianowany biskupem Margarity. Sakrę biskupią otrzymał 28 października 1983. Od 21 czerwca 1997 był administratorem apostolskim Barcelony, 15 lipca 1998 stał się ordynariuszem tejże diecezji. 20 stycznia 2014 przeszedł na emeryturę.